# Antonov An-28
Antonov An-28 (NATO oznaka Cash) je dvomotorno 20-sedežno turbopropelersko potniško letalo za lete do okrog 500 kilometrov. Zasnovan na podlagi Antonov An-14M. Prvič je poletel septembra 1969. An-28 je zmagal na Aeroflotovem razpisu, precej podoben Berijev Be-30 je bil zavrnjen. Skupno so zgradili 191 letal, leta 2006 je v uporabi ostalo 68 letal.
Letalo so proizvjali tudi licenčno na Poljskem pri PZL Mielec. Leta 1993 je PZL razvil svojo verzijo PZL M28 Skytruck.

## Specifikacije(An-28)
Splošne karakteristike
- Posadka: 1–2
- Število sedežev: 18 potnikov
- Dolžina: 12,98 m (42,57 ft)
- Razpon kril: 22,00 m (72,18 ft)
- Višina: 4,6 m (15.08 ft)
- Površina kril: 39,7 m² (427 ft²)
- Teža praznega letala: 3900 kg (8600 lb)
- Naložena teža: 5800 kg (13000 lb)
- Maks. vzletna teža: 6100 kg (13450 lb)
- Pogon letala: 2 ×  turboprop Glušenkov TVD-10B ali Pratt & Whitney Canada PT6A-65B, 960 KM (720 kW)  vsak

 Zmogljivost 
- Maks. hitrost: 355 km/h (190 vozlov, 220 mph)
- Doseg: 510 km (270 nm, 320 milj)
- Višina leta: 6000 m (19700 ft)
- Hitrost vzpenjanja: 12,0 m/s (2360 ft/min)
- Obremenitev kril: 146 kg/m² (29,9 lb/ft²)
- Razmerje moč/teža: 250 W/kg (0,15 KM/lb)